# Rúmský sultanát
Rúmský (tj. Římský) nebo též Ikonyjský sultanát (turecky Anadolu Selçuklu Devleti) byl stát rozkládající se v Malé Asii v letech 1077 až 1310. Tento státní útvar vznikl na území získaném tureckými vojsky na úkor Byzantské říše po bitvě u Mantzikertu roku 1071. Sídelním městem sultanátu byla nejdříve Nikaia (dnešní İznik) a poté Ikonyon (Konya). Protože se sultánové často stěhovali, zaujímala pozici sultánova sídla i města Kayseri a Sivas. V době svého největšího rozsahu držel sultanát ve své moci střední Anatolii a oblast pod jeho kontrolou se táhla od středomořského pobřeží mezi Antalyí a Alanyí k oblasti kolem Sinopu u Černého moře. Na východě obsadili rúmští vládcové další území až k Vanskému jezeru. Na západě dosahovaly územní zisky blízkosti Denizli a vstupu k Egejskému moři.
Sultanát prosperoval zejména koncem 12. a začátkem 13. století po získání významných přístavů na pobřeží Černého moře. V Anatolii Seldžukové pomáhali rozvíjet obchod budováním karavanserájí, které ulehčovaly přesun zboží z Íránu a Střední Asie k získaným přístavům. Během tohoto období se vytvořily zvláště silné vazby s Janovskou republikou. Vzrůstající bohatství umožnilo sultanátu dobýt další turecké státy, jež vznikly v Anatolii po bitvě u Mantzikertu.
Seldžuckým sultánům se podařilo překonat několik křížových výprav, které prošly jejich územím, a odrazit byzantský útok v bitvě u Myriokefala, ale jejich armády podlehly v bitvě u Köse Dağu mongolským nájezdníkům. Poté nastal ve státu úpadek, který byl dovršen závislým postavením na Ílchánech vládnoucích v tehdejší Persii. V posledních letech své existence se sultanát pomalu rozpadl na řadu menších středověkých státečků v Anatolii. Jedním z nich bylo i panství Osmana I., které později vyrostlo v Osmanskou říši.

## Historický vývoj

### Před vznikem rúmského sultanátu

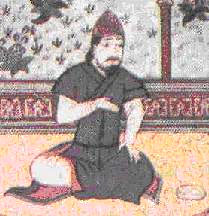
Seldžucký vládce Alp-Arslan

Roku 1037 se člen významné turecké rodiny Seldžuků Togrul Beg prohlásil po dobytí města Mervu šáhinšáhem, perským králem králů, a započal boj o moc s dynastiemi Ghaznovců a Bújovců, který nakonec skončil jeho vítězstvím. Tím se pod seldžuckou moc dostala rozsáhlá území v Persii a dnešním Iráku. Seldžucká říše, jež takto vznikla, se utkávala v oblasti Blízkého východu zhruba od druhé poloviny 11. století se dvěma zdejšími mocnostmi, byzantskou říší a fátimovským chalífátem se sídlem v Egyptě. Území Byzance v Malé Asii se proto stalo obětí četných útoků, například roku 1059 vyplenila turecká vojska maloasijskou Sebasteiu, dnešní Sivas.
Proti nebezpečí ze strany Seldžuků se pokusil zakročit byzantský císař Roman IV. Diogenes, který s početným vojskem vytáhl proti tureckým nájezdníkům. Přes počáteční úspěchy byli Byzantinci v bitvě u Mantzikertu roku 1071 poraženi seldžuckým sultánem Alp-Arslanem. Císař byl během bitvy zajat a donucen k několika ústupkům, byzantská území v Malé Asii ale dosud ohrožena nebyla. Pro Byzanc katastrofální situace nastala až ve chvíli, kdy se ze zajetí propuštěný Roman IV. stal obětí převratu a namísto něj byl novým císařem prohlášen Michael VII. Dukas. Následujících deset let zabředla byzantská říše do opakovaných povstání a pokusů o uzurpaci, během nichž se znesvářené mocenské skupiny a pretendenti trůnu uchylovali ke spolupráci s vnějšími silami, například Pečeněhy nebo právě Seldžuky. Turecká vojska tak pronikala oblastmi Malé Asie, kde se zdejší byzantská správa prakticky zhroutila. V rozporu s Alp Arslanovým nástupcem na selžduckém trůně Malikšáhem zde jeho příbuzní, potomci Kutlumuše bin Arslana, založili nový státní útvar zvaný rúmský sultanát.

### Období nezávislosti

Rozloha Rúmu v roce 1190

Otěže moci získal postupně do svých rukou jeden ze čtyř synů Kutlumuše, Sulejman. Vznik nezávislého seldžuckého státu v Malé Asii nebyl přivítán ani sultánem seldžucké říše Malikšáhem, ani Byzantskou říší, které zde vznikl budoucí silný konkurent. Expanze rúmských Seldžuků dosáhla prakticky pobřeží Marmarského moře a jeho sídelním městě se v letech 1075–1097 bylo město Nikaia, nacházející se jen několik dní cesty od hlavního byzantského města Konstantinopole. Nová byzantská dynastie Komnenovců se pokoušela ztracená území dobýt zpět, což jí nutně vedlo k dlouhým konfliktům s maloasijskými Seldžuky. Další soupeře v oblasti představovalo několik lokálních tureckých dynastií, které se vytvořily nezávislá panství, zejména Danišmendovci, a arménské království v Kilíkii.

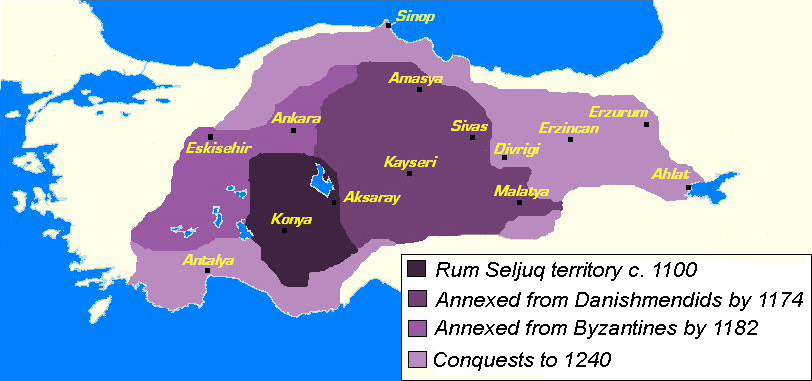
Rostoucí sultanát v letech 1100–1240

Opakovaně se rúmští sultánové střetávali s křižáky, kteří Malou Asií na cestě do Palestiny (Svaté země) procházeli. Zatímco se Turci snadno vypořádali s účastníky lidové křížové výpravy, která do západní Malé Asie dorazila první, ozbrojení rytíři už představovali větší nebezpečí. Díky první křížové výpravě získali Byzantinci roku 1097 nazpět Nikai a poté postupně dobývali rozsáhlá území na východ od ní. Novým sídlem sultána se stala Konya, původně zvaná Ikonion, která ale také nebyla ušetřena křižáckého útoku – vedle vyplenění první křížovou výpravou ji vyjma citadely roku 1190 dobyli příslušníci třetí křížové výpravy pod vedením císaře Fridricha Barbarossy. Roku 1176 rúmský sultán Kilič Arslan II. úspěšně odrazil byzantskou expedici v bitvě u Myriokefala, jež znamenala poslední rozsáhlý byzantský pokus získat nazpět Malou Asii. Významnou se pro další vývoj sultanátu stala čtvrtá křížová výprava, která roku 1204 dobyla Konstantinopol. Na území Byzance poté vzniklo několik vzájemně soupeřících křižáckých a řeckých nástupnických států, které již nepředstavovaly pro rúmský sultanát tak významné nebezpečí.

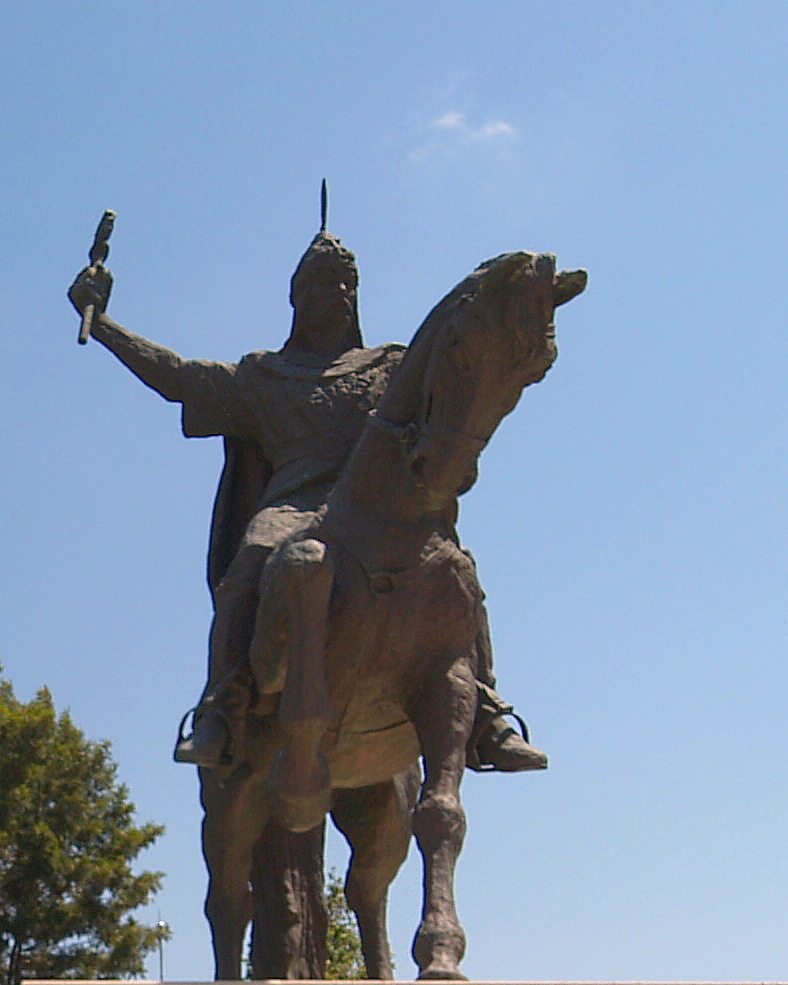
Socha Kajkubáda I. v Alanyi

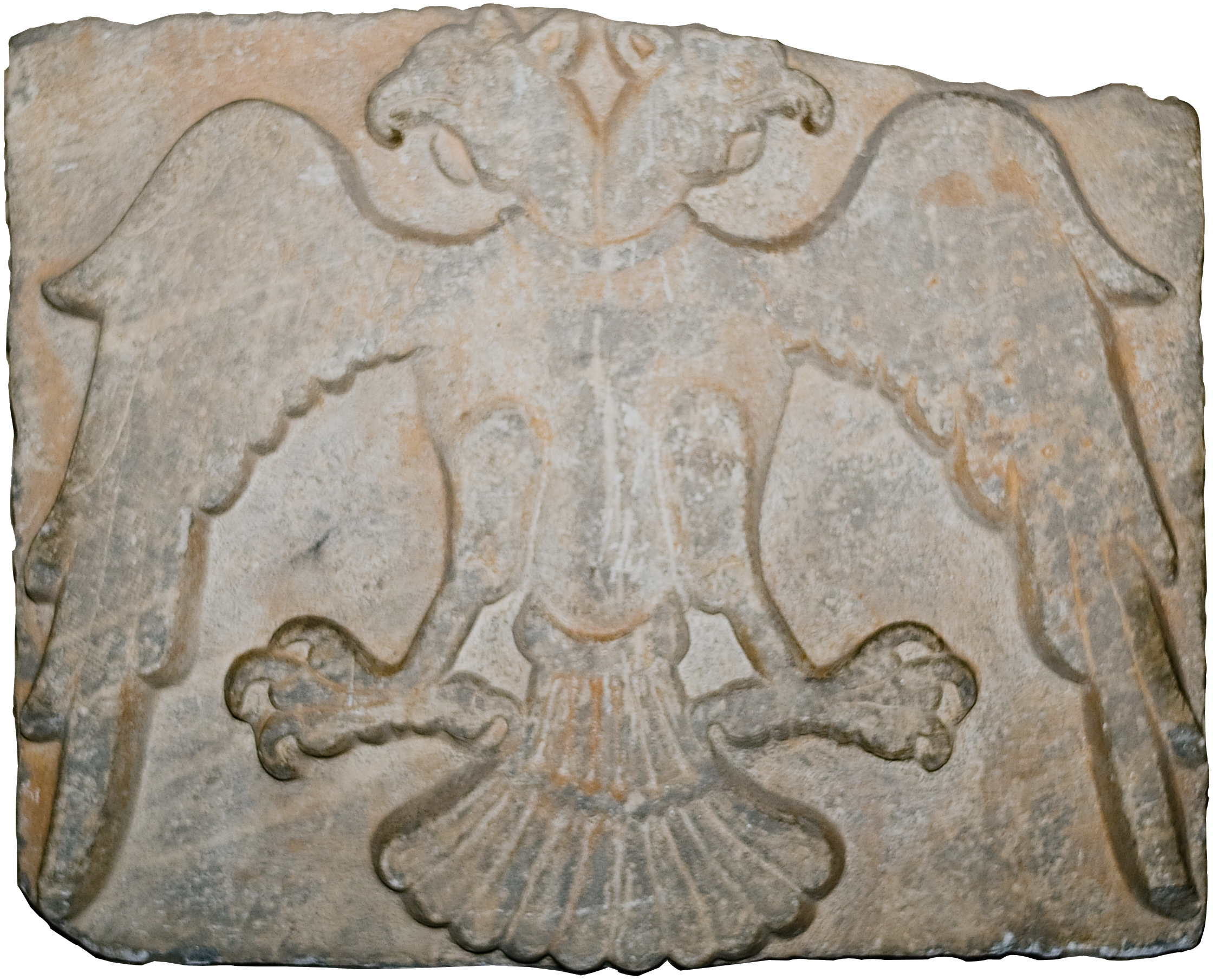
Dvojhlavý orel na reliéfu nalezeném v Konyii ze 13. století

Vrcholného období dosáhl rúmský sultanát v letech 1211 až 1237 za vlády Kajkávúse I. a Kajkubáda I. Za jejich panování se rúmský sultanát rozkládal od Eufratu k Egejskému moři a dosud vnitrozemský stát se po dobytí černomořského přístavu Sinope a středomořské Antalye začal zapojovat do námořního obchodu. Tureckou svrchovanost uznala Malá Arménie v jihovýchodní Malé Asii, značně bylo oslabeno také postavení trapezuntského císařství na pobřeží Černého moře. S pomocí Ajjúbovců také úspěšně roku 1231 odrazili útok Chórezmců, prchajících před mongolským náporem. Mocný mongolský postup ale způsobil oslabení sultanátu, jeho částečný rozpad na dílčí panství a ztrátu nezávislosti ve prospěch mongolských Ílchánů, vládnoucích v Persii. Od roku 1237 museli rúmští sultáni platit mongolským vládcům tribut, roku 1243 podlehla rúmská vojska mongolské armádě v bitvě u Köse Dağu. Na základě jednání rúmského vezíra 'Alího al-Dajlamího se notně zmenšený rúmský stát stal pouhým mongolským protektorátem.

### Mongolská nadvláda
V letech po bitvě u Köse Dağu na sebe v Malé Asii strhl moc díky spolupráci s mongoly Dajlamího syn Mu'ín ad-dín, jemuž byl Mongoly udělen titul perváne (motýl). Tento titul se stal i jeho přízviskem. Perváne po několik následujících desetiletí ovlivňoval vnitřní osudy sultanátu, neváhal také zabít roku 1265 sultána Kiliče Arslana IV., který odmítal své podřízené postavení. Přesto byl roku 1277 Mongoly popraven poté, co na popud seldžuckých emírů úspěšně zaútočil u Elbistanu na mongolské pozice mamlúcký vládce Bajbars. Následující desetiletí byli rúmští sultáni zatahováni do bojů mongolských provinciálních správců proti Ílchánům, což vedlo k častým mongolským zásahům do chodu sultanátu a převratům na rúmském dvoře. Na počátku 14. století již sultanát zanikl úplně – jeho maloasijské území se rozpadlo na řadu dílčích panství, beyliků, ve východní Anatolii si zhruba do roku 1335 ještě udrželi vládu Ílcháni.

## Státní zřízení a společnost

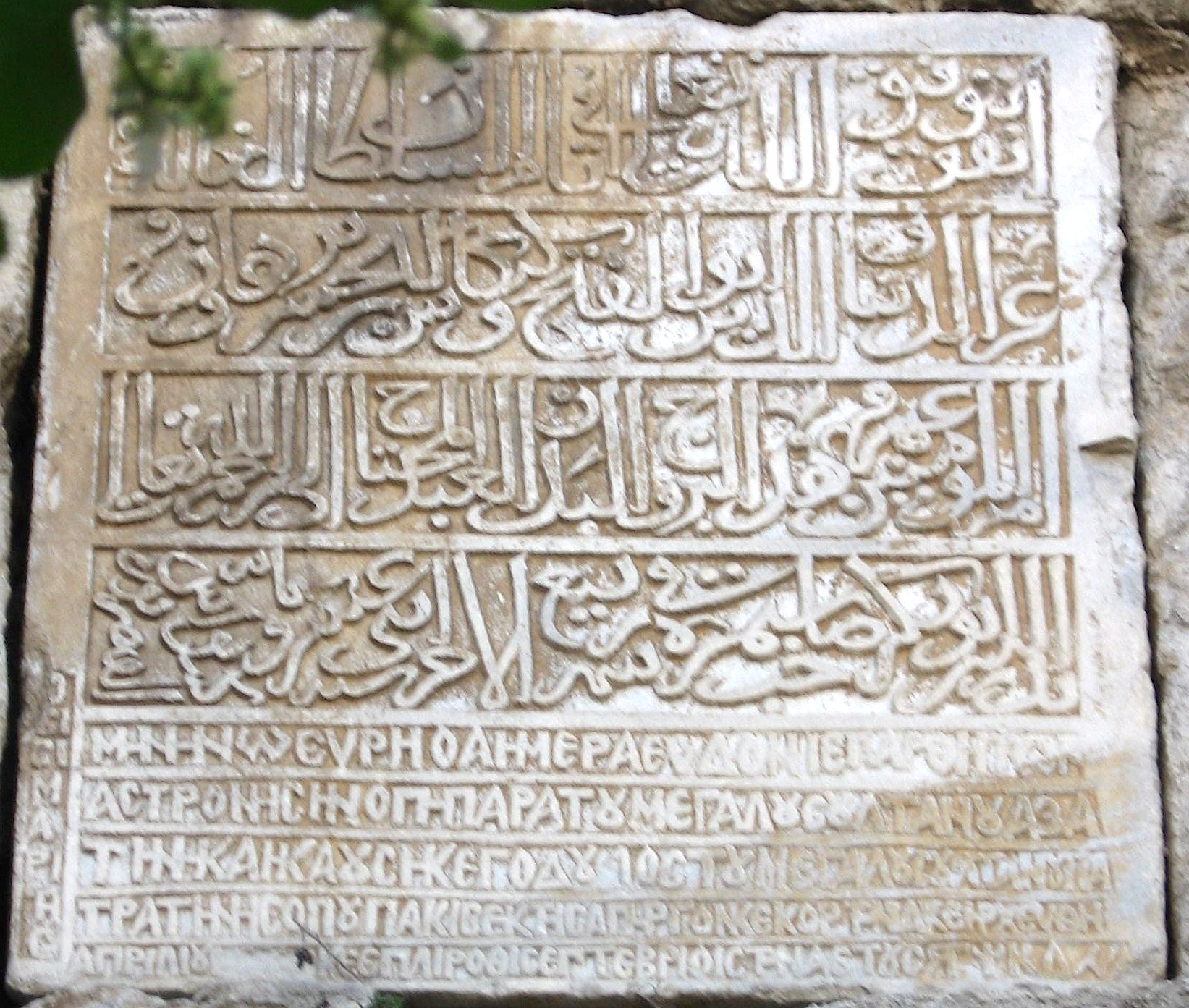
Dvojjazyčný nápis sultána Kajkávuse I.

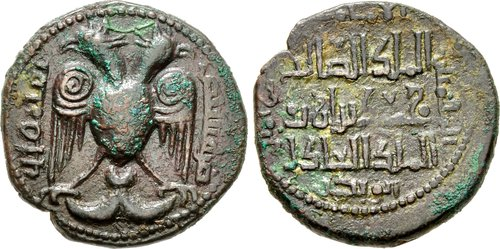
Dirham Násira al-Dína Mahmúda

Sultanát byl dědičnou monarchií, vlády se po sultánově smrti ujímal některý z otcových synů. Rúmští Seldžukové neznali princip primogenitury, nástupnictví prvorozeného syna. Často byly jednotlivým synům dány do správy části státu, nástupce na trůnu vybíral sám sultán. Většina titulů a funkcí na rúmském dvoře byla íránského původu. Centrem státní správy byla zasedání instituce zvané díván. Armádu tvořili zejména lučistníci na koních, branná moc sultánových místodržících a osobní gardy vládců tvořené ghulámy, křesťanskými chlapci odvedenými do zajetí, předchůdci pozdějších janičárů. V oblasti správy financí se od sebe oddělovaly korunní statky sultána, tedy jeho přímé osobní vlastnictví, od vlastnictví státního. Totéž se týkalo rozpočtu. Velká část půdy byla dána do držby sultánovým vazalům, dále mohli vlastnit soukromě půdu jednotlivci, případně náboženské nadace.
Město Konya, zvané také Ikonion, se nejpozději od roku 1116 stalo nejdůležitějším sídlem sultána. Město lemovaly výstavné paláce a letohrádky, bylo obehnáno několikrát rekonstruovanými hradbami Jeho výhodná poloha v rozvětvené síti cest umožňovala rychlý přesun zpráv do většiny oblastí říše a efektivní správu státu.
Dvěma nejdůležitějšími jazyky byly ve státě po dlouhou dobu perština a arabština. V mnoha oblastech Malé Asie se také ještě dlouho mluvilo řecky, na východních územích také arménsky. Přesto se pomalu stávala turečtina obdobou úředního jazyka a později ji převzala mnohá etnika Malé Asie. Spolu s tím začal do oblasti pronikat islám, který seldžučtí Turkové vyznávali. Na nově příchozí náboženství přestupovali členové všech společenských vrstev, mnozí z nich však po dlouhou dobu tajně nadále vyznávali křesťanství.

## Kultura

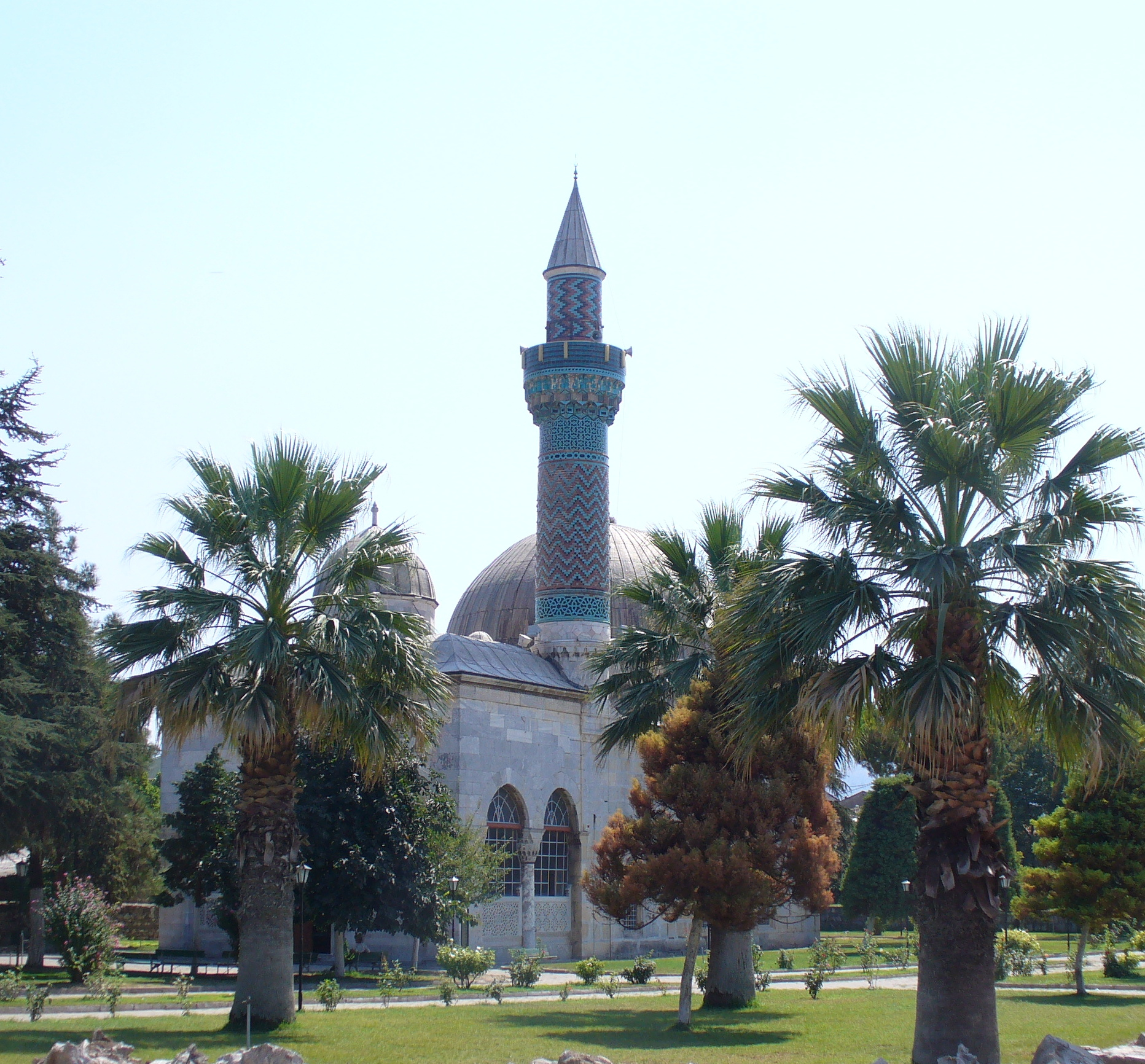
Zelená mešita v Izniku

Se šířením islámu souvisel rozkvět medres, islámských vysokých škol, kde se studenti vyučovali nejen islámské teologii a právu, ale také například lékařství. První medresy vznikaly v oblasti Chorásánu a během několika staletí se šířila do ostatních islámských zemí. Na území pod kontrolou rúmského sultanátu tyto školy vznikaly rychle a ve značném množství – během 13. století jich vzniklo přibližně 68, podstatná většina z nich pak v Konyi. Mezi nejvýznamnější medresy z rúmského období patří Sırçalı, Karatay a İnce Minare, vzniklé kolem poloviny 13. století.
Charakteristickým znakem anatolského náboženského života byly i nesunnitská náboženská bratrstva, například vefijové, vyznávající původně irácký súfismus, případně jesevíje, kalenderíje či hajdaríje, jejichž tradice vznikly v prostředí turecké střední Asie. Revoltu proti sultánovi vedli roku 1240 babovci, následovníci Iljáse a jeho žáka Baba Isháka. Hnutí zvané bektášíje přijímalo i antické, buddhistické a křesťanské elementy a šířilo se po východním Středomoří až do 20. století. Posledním významným hnutím je mevlevíje, vytvořená žáky spisovatele Džalála ad-dín Rúmího.
Rozkvět v rúmském sultanátu zaznamenala především mysticko-teologická literatura. Z významných autorů lze zmínit Ibn al-Arabího, Sadra ad-dín Kunavího, Džalála ad-dín Rúmího a Šams ad-dín Aflákího. Psalo se zejména persky. Postupně se objevovaly i překlady do turečtiny, které vypracovávali například Gülšehrí a Sultan Veled. Mnoho tureckých děl mělo původně ústní podobu a do psané formy se převádělo až později. Z této doby čerpá cyklus vyprávění Dede Korkut či román Příběh Danišmenda Gázího.
V oblasti architektury představovaly rúmské stavby kombinaci perských vlivů a rozmanitých variací zvířat, například sfing, orlů, draků apod. Často se do dekorace přidávaly ozdobné části starších antických a křesťanských staveb. Značný umělecký vliv měli zejména stavitelé původem z Kavkazu, kteří mísili zahraniční prvky s vlastní stavební zkušeností. Kombinací několika uměleckých stylů a vydatnou finanční podporu vyšších vrstev se seldžucké anatolské stavby na vrchol tehdejší architektury Blízkého východu. Mezi tyto stavby patří zejména cihlové pohřební věže (zvané kümbet či türbe) a mešity, případně další stavby určené pro náboženské nadace.

## Seznam rúmských sultánů
- Kutlumuš, 1060–1077, soupeřil s Alp Arslanem o nástupnictví v seldžucké říši.
- Sulejman bin Kutalmiš, 1077–1086, zakladatel rúmského sultanátu, sídlil v Nikai
- Kilič Arslan I., 1092–1107, přesídlil do Konye
- Malikšáh, 1107–1116
- Masúd I., 1116–1156
- Kilič Arslan II., 1156–1192
- Kajhusrav I, 1192–1196
- Sulejmanšáh II., 1196–1204
- Kilič Arslan III., 1204–1205
- Kajhusrav I., 1205–1211
- Kajkávús I., 1211–1220
- Kajkubád I., 1220–1237
- Kajhusrav II., 1237–1246, po jeho smrti se sultanát rozpadl na několik částí, dokud nezůstal jediným vládcem roku 1260 Kilič Arslan IV.
- Kajkávús II., 1246–1260
- Kilič Arslan IV., 1248–1265
- Kajkubád II., 1249–1257
- Kajhusrav III., 1265–1284
- Masúd II., 1284–1296, první období vlády
- Kajkubád III., 1298–1302
- Masúd II., 1303–1307, druhé období vlády
- Masúd III. 1307